# 弗罗米
弗罗米（法語：Fromy，法語發音：[fʁɔmi]）是法国大東部大區阿登省的一个市镇，属于色当区。

## 地理
弗罗米（49°35'50"N, 5°15'2"E）面积3.71 平方千米，位于法国大東部大區阿登省，该省份为法国北部内陆省份，西接埃纳省，南至马恩省，东临默兹省，北与比利时接壤。
与弗罗米接壤的市镇（或旧市镇、城区）包括：利奈、马尔居、穆瓦里、皮伊和沙尔博。

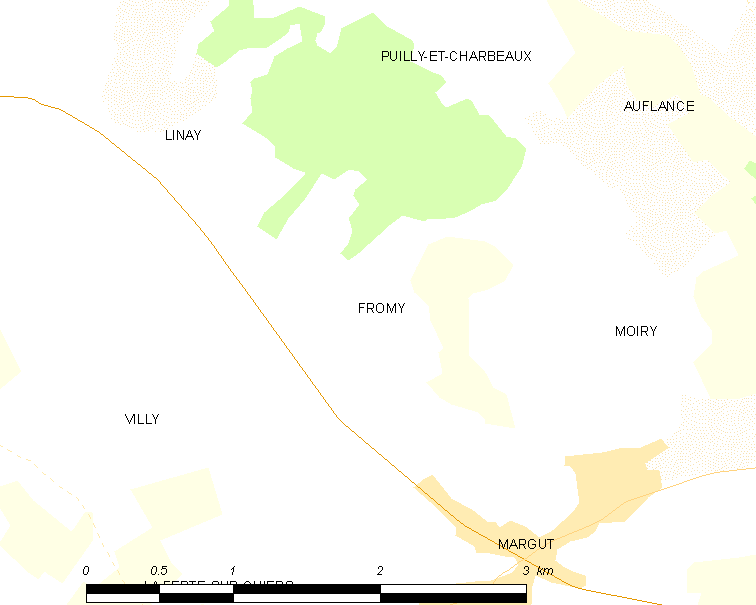
弗罗米的OSM定位图

弗罗米的时区为UTC+01:00、UTC+02:00（夏令时）。

## 行政
弗罗米的邮政编码为08370，INSEE市镇编码为08184。

## 政治
弗罗米所属的省级选区为卡里尼昂县。

## 人口

1962-2008年间弗罗米人口变化图示

弗罗米于2022年1月1日时的人口数量为85人。